# 吉井譲
吉井 譲（よしい ゆずる）は、日本の天文学者。東京大学大学院理学系研究科教授。東京大学大学院理学系研究科附属天文学教育研究センターのセンター長。

## 研究
研究分野は銀河物理学、観測的宇宙論。東京大学マグナム望遠鏡をハワイ・マウイ島のハレアカラ山頂に建設。
現在は東京大学アタカマ天文台 (TAO) 計画の推進などを行っている。

## 著作
- 『東京大学マグナム望遠鏡物語』東京大学出版会、2003年。ISBN 4-13-063701-0。
- 『論争する宇宙 - 「アインシュタイン最大の失敗」が甦る』集英社、2006年。ISBN 4-08-720327-1。